# اكادير نتيسنت (اكادير تيسنت)
اكادير نتيسنت هو دُوَّار يقع بجماعة تيسينت، إقليم طاطا، جهة سوس ماسة في المملكة المغربية. ينتمي الدوّار لمشيخة اكادير تيسنت التي تضم 4 دواوير. يقدر عدد سكانه بـ 2139 نسمة حسب الإحصاء الرسمي للسكان والسكنى لسنة 2004.

## روابط خارجية
- البوابة الوطنية للجماعات الترابية
- المندوبية السامية للتخطيط